# 玛都县
玛都县（英語：Matu District；也有称作“馬楮”但不常用）是马来西亚砂拉越州沐膠省下辖的其中一个县，人口约1.6万（2010年人口普查）。

## 历史

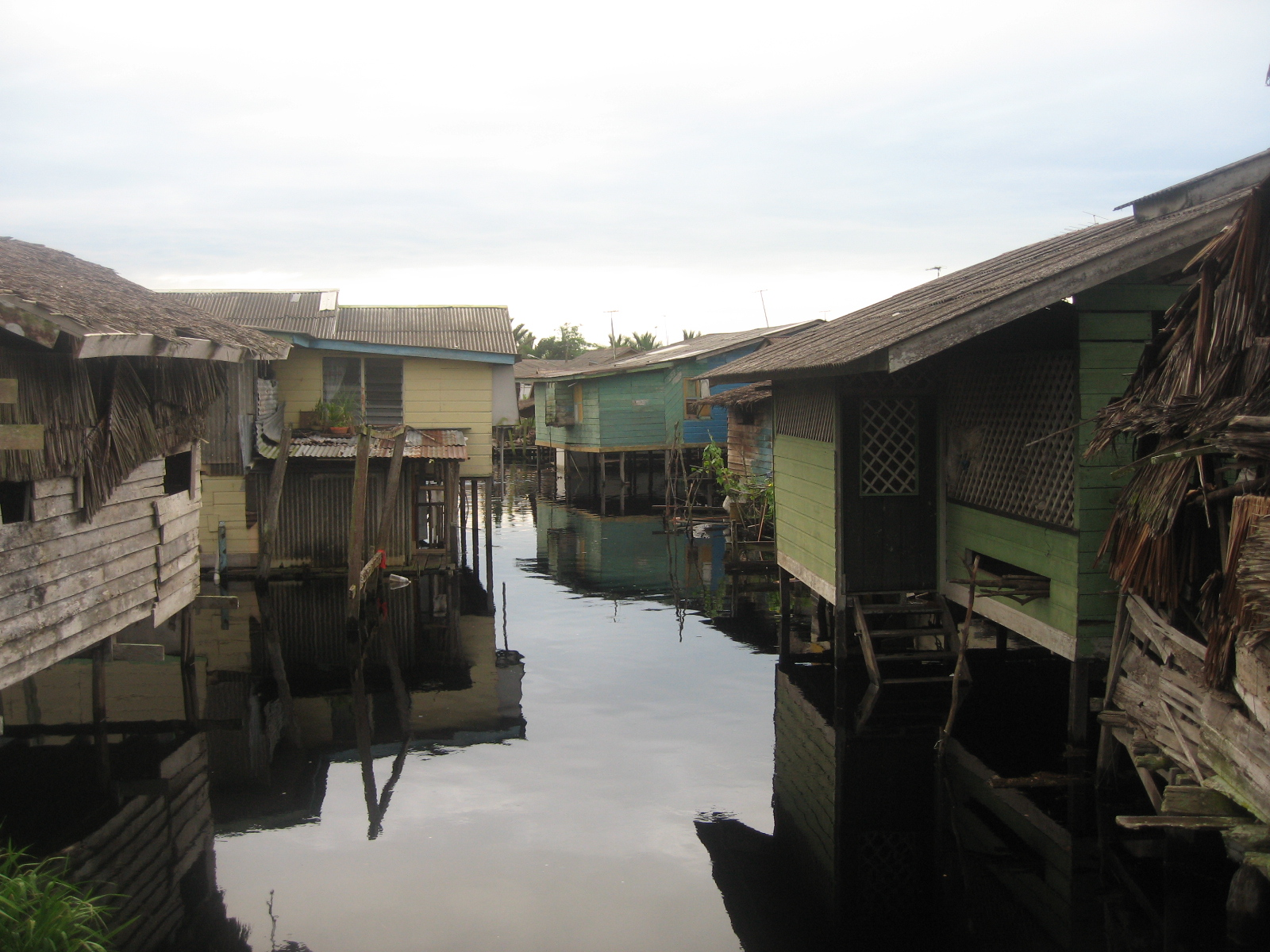
玛都县迪安甘榜（Kampung Tian）的季节性洪水

玛都县在1991年5月5日成立，当时属于泗里街省，而在那之前是达佬县下辖的副县。2002年3月1日正式成为沐膠省下辖的县。

## 经济
县里的主要经济来源是农业与渔业，大多耕种稻米，蔬菜及水果，也有小农户种植油棕。
此外，县里也有几间养燕场。

## 观光
玛都县每年都会在玛都海滩举行一连两天的玛都海滩节（Matu Beach Festival）。节日活动包含了，卡拉OK比赛、波佐波佐舞（Poco-Poco）、沙滩足球及钓鱼赛。

## 行政区划

玛都县地图

玛都县总面积1,600.05平方公里，下辖依干副县（Igan Sub-District）。
| 沐膠省 | 县   | 县   | 面积（平方公里） | 面积（平方公里） | 人口（2010年数据） | 人口（2010年数据） |
| ------ | ---- | ---- | ---------------- | ---------------- | ------------------ | ------------------ |
| 沐膠省 | 玛都 | 玛都 | 1,352.55         | 1,600.05         | 13,221             | 16,952             |
| 沐膠省 | 玛都 | 依干 | 247.50           | 1,600.05         | 3,731              | 16,952             |